# أديسوا أيغوي
أديسوا ثونجبوند بارياسابات أيغوي عارضة أزياء وصانعة أفلام أمريكية من اصل نيجيري. في عام 2018 ، تم اختيارها على المركز الثاني في «نجمة العام الصاعدة» من قبل موديل.كوم اعتبارًا من يناير 2019 ، صنفت أديسوا كأفضل «خمسين عارضة أزياء» من قبل موديل.كوم

## حياتها
ولدت أديسوا أيجوي في ولاية مينيسوتا لأم صينية مولودة في تايلاند وأب نيجيري. قبل أن تكون عارضة أزياء ، كانت طالبة كيمياء في جامعة ماريلاند حيث بدأت الحضور في سن 15 عامًا. وكانت تتدرب ذات مرة على ناسا.

## روابط خارجية
- أديسوا أيغوي على موقع IMDb (الإنجليزية)
- أديسوا أيغوي على موقع دليل عارضات الأزياء (الإنجليزية)
- أديسوا أيغوي على موديل.كوم